# Галактическое магнитное поле
Галактическое магнитное поле — это магнитное поле, существующее у галактик. Происхождение магнитных полей спиральных галактик в конечном счете определяется их вращением, однако это связь достаточно сложная. Вращение галактик приводит к тому, что межзвездная турбулентность в них становится зеркально асимметричной, а совместное действие дифференциального вращения и зеркально-асимметричной турбулентности позволяет индукционным эффектам приводить к самовозбуждению крупномасштабного магнитного поля галактик.

## История изучения
Начало изучения галактических магнитных полей положили американские астрономы Уильям Хилтнер и Джон Холл, которые в 1949 году обнаружили слабую поляризацию звёздного света в нашей Галактике. Хилтнер связал это явление с воздействием магнитного поля на пылевые частицы. Позднее он обнаружил аналогичный эффект в галактике М31. Э. Ферми, полагая, что космические лучи должны удерживаться в нашей Галактике достаточно сильным магнитным полем, пространственный масштаб которого должен быть сравним хотя бы с толщиной галактического диска, предположил, что это магнитное поле должно иметь напряженность в несколько микрогауссов. В 1996 году был опубликован масштабный обзор по исследованию магнитных полей галактик. В 2023 году международная команда учёных измерила самое отдалённое магнитное поле галактикои 9io9. Исследование помогло изучить формирование подобных полей в галактике. В частности, на данный момент космический телескоп Планк изучает магнитное поле галактики.

## Возникновение и строение
В спиральных галактиках линии магнитного поля в грубом приближении близки к концентрическим окружностям, центр которых совпадает с центром галактики. В следующем приближении эти линии представляют собой разомкнутые спирали, которые после нескольких оборотов выходят из галактического диска и замыкаются в среде, окружающей этот диск.
Плотность энергии магнитных полей галактик сравнима с плотностью кинетической энергии межзвёздной среды, а значит, что они способны, как и магнитное поле Солнца, влиять на динамику среды.
Считается, что магнитные поля в спиральных галактиках часто имеют спиралевидный рисунок, выровненный по рукавам галактики, что указывает на тесную взаимосвязь со структурой и динамикой галактики.

### Возникновение
Теория «батареи Бирманна» объясняет возникновение магнитных полей в галактических масштабах движением электронов между менее и более плотными сгустками плазмы в диске галактики. Такое объяснение было предложено немецким физиком Людвигом Бирманном в 1950 году. Также существует теория динамо. Согласно ей, магнитные поля создаются за счёт движения проводящих жидкостей, таких как ионизированный газ (плазма), внутри галактик.
Кроме того, усиление турбулентности, вызванное взрывами сверхновых и звёздными ветрами, играет значительную роль в увеличении напряжённости магнитного поля в меньших масштабах, особенно в областях звездообразования.

### Строение магнитного поля Млечного Пути
Магнитные линии Млечного Пути собираются в магнитные рукава, которые сложным образом соотносятся с рукавами, которые видны в галактическом газе и в звёздах. Эти рукава могут чередоваться друг с другом, а могут и пересекаться. По данным на январь 2024 года, магнитные поля Млечного Пути значительно отклоняются от плоскости галактики. Линии магнитного поля примерно совпадают с Млечным Путем, однако в небольших масштабах растянуты на разные расстояния.

### Магнитное поле в эллиптических галактиках
В эллиптических галактиках магнитные поля, как правило, слабее и менее организованы, что отражает турбулентную и хаотическую природу их строения. Эллиптические галактики бедны газом, поэтому их магнитные поля много слабее. Там, где их удаётся измерить, они не превышают десятых долей микрогаусса.
Оценка величины магнитных полей в таких галактиках затруднена из-за малого количества атомарного водорода, необходимого для наблюдения зеемановского расщепления спектральных линий — одного из ключевых методов исследования космических магнитных полей.

## Влияние на галактику
Существует теория, что магнитные поля регулируют коллапс молекулярных облаков, защищают их от гравитационного коллапса и, таким образом, влияют на скорость звездообразования. Магнитные поля, возможно, рассеивают и ограничивают космические лучи, влияя на их энергетический спектр и распределение внутри галактик и по всей Вселенной.
1. 1 2 3  Соколов Д. Д. МАГНИТНЫЕ ПОЛЯ СПИРАЛЬНЫХ ГАЛАКТИК: КАК ИХ НАБЛЮДАЮТ И ОТКУДА ОНИ БЕРУТСЯ // Физический факультет МГУ, ИЗМИРАН. — 2023.
2. ↑  Магнитные поля галактик: что это и как они устроены. www.mentoday.ru. Дата обращения: 28 марта 2025.
3. 1 2  Как измеряют магнитные поля галактик • Библиотека. «Элементы». Дата обращения: 28 марта 2025.
4. ↑  Mail, ВФокусе. Ученые измерили самое отдаленное магнитное поле. ВФокусе Mail (7 сентября 2023). Дата обращения: 28 марта 2025.
5. 1 2 3 4 5  Srivastava, Ishita. Роль магнитных полей в формировании галактик. Science by Zeba Academy (16 июля 2024). Дата обращения: 28 марта 2025.
6. ↑  Супертег Наука 2021январь Наука 515просмотров 22:12 25.01.2012 Физики воспроизвели в лаборатории рождение магнитного поля Галактики.
7. ↑  Разработана трехмерная модель магнитных полей в Млечном Пути. Рамблер/новости (15 января 2024). Дата обращения: 28 марта 2025.
8. ↑  Магнитные поля галактик: что это такое. «Популярная механика» (№11, Ноябрь 2010)..
9. ↑  Звездообразование может зависеть от магнитных полей галактик. astrophoto.by. Дата обращения: 28 марта 2025.
10. ↑  Невидимая паутина Вселенной: как магнитные петли формируют Галактику? / Наука и космос / iXBT Live. iXBT Live (14 мая 2024). Дата обращения: 28 марта 2025.